# Tuzlukçu
Tuzlukçu ist eine Stadtgemeinde (Belediye) im gleichnamigen Ilçe (Landkreis) der Provinz Konya in der türkischen Region Zentralanatolien und gleichzeitig ein Stadtbezirk der 1986 gebildeten Büyükşehir belediyesi Konya (Großstadtgemeinde/Metropolprovinz). Seit der Gebietsreform 2013 ist die Gemeinde deckungsgleich mit dem Landkreis. Die im Stadtlogo manifestierte Jahreszahl (1950) dürfte ein Hinweis auf das Jahr der Erhebung zur Stadtgemeinde (Belediye) sein.

## Geografie
Der Landkreis liegt im Nordwesten der Provinz. Er grenzt im Nordosten an Yunak, im Südosten an Ilgın, im Südwesten an Akşehir und im Nordwesten an die Provinz Afyonkarahisar und den Akşehir Gölü. Durch den Landkreis verläuft die Fernstraße D-695, die von Polatlı im Norden zur Mittelmeerküste bei Manavgat führt. Davon zweigt eine Landstraße nach Osten ab, die über den Hauptort weiter nach Ilgın führt. Der Landkreis gehört zur Ebene von Akşehir (Akşehir Ovası), im Norden liegt der 1.415 Meter hohe Yukarıkale Tepesi, der Teil des nördlich gelegenen Bergzugs Gölcük Dağı ist. Im Nordwesten grenzt der Kreis an den See Akşehir Gölü.

## Verwaltung
Zusammen mit sieben anderen Kreisen der Provinz wurde Tuzlukçu durch das Gesetz Nr. 3644 im Jahre 1990 selbständig. Aus dem Kreis Akşehir wurde der gleichnamige Bucak mit 11 Dörfern und einer Belediye ausgegliedert. Die Volkszählung 1990 ermittelte 10.710 Einwohner für den Kreis, davon 5.474 für die Kreisstadt.
(Bis) Ende 2012 bestand der Landkreis aus der Kreisstadt und elf Dörfern (Köy), die im Zuge der Verwaltungsreform 2013/2014 in Mahalle (Stadtviertel/Ortsteile) überführt wurden. Die vier bestehenden Mahalle der Kreisstadt blieben erhalten. Durch die Herabstufung zu Mahalle stieg deren Zahl auf 15 an. Ihnen steht ein Muhtar als oberster Beamter vor. 
Ende 2020 lebten durchschnittlich 427 Menschen in jedem Mahalle, 978 Einw. im bevölkerungsreichsten (Yukarı Mah.).